# A Dança da Solidão
A Dança da Solidão é o quinto álbum de estúdio do sambista carioca Paulinho da Viola, lançado em 1972.

## Faixas
Lado A
1. Guardei minha viola (Paulinho da Viola)
2. Meu mundo é hoje (Eu sou assim) (José Batista, Wilson Batista)
3. Papelão (Geraldo das Neves)
4. Duas horas da manhã (Ary Monteiro, Nelson Cavaquinho)
5. Ironia (Paulinho da Viola)
6. No pagode do Vavá (Paulinho da Viola)

Lado B
1. Dança da solidão (Paulinho da Viola)
2. Acontece (Cartola)
3. Coração imprudente (Capinan, Paulinho da Viola)
4. Orgulho (Capinan, Paulinho da Viola)
5. Falso moralista (Nelson Sargento)
6. Passado de glória (Monarco)

## Ficha técnica
- Diretor de produção: Milton Miranda
- Diretor musical: Maestro Gaya
- Orquestrador e regente: Maestro Gaya
- Diretor técnico: Z. J. Merky
- Técnico de gravação: Jorge Teixeira
- Técnico de laboratório: Reny R. Lippi
- Lay out: Elifas Andreato